# Rattus nikenii
Rattus nikenii — один з видів гризунів роду пацюків (Rattus).

## Етимологія
Новий вид названий на честь першого імені Niken Tunjung Murti Pratiwi, дружини першого автора у знак визнання її кмітливості в ході цього дослідження та експедиції.

## Морфологічні особливості
Великий гризун, завдовжки 135—182 мм, хвіст — 138—165 мм, стопа — 31 — 36.5 мм. 

## Зовнішність
Верхні частини світло-коричневі з сіруватими відблисками, підборіддя біле, червонувата шия, світло-коричневі груди, живіт кремового відтінку. Хвіст коротший за голову і тіло, рівномірно темний. У самиць є пара грудних сосків, постіксаксілярна пара і дві пахові пари.

## Поширення
Ендемік острова Ґаґ, Молуккські острови, Індонезія.